# 八堵
八堵是基隆市暖暖區、七堵區交界地帶的一個地名，範圍大致包括七堵區的自強里東南角、八德里不含東北端凸出部分、長興里東北部，以及暖暖區的八南里不含東南端、八堵里不含南端、八中里、八西里。

## 歷史
台灣清治末期至日治前期，八堵地區為一街庄，稱為「八堵庄」，隸屬於石碇堡。該庄北與港口庄為鄰，東與石硬港庄、暖暖街為鄰，南邊為草濫庄，西南邊為七堵庄，西邊為鶯歌石庄。
1901年（日治明治三十四年）11月，該庄隸屬於基隆廳，編入第二十區。1905年（明治三十八年）7月，第二十區改名「暖暖區」。1920年（大正九年），該庄改制為「八堵」大字，隸屬於臺北州基隆郡七堵庄，大字下有「八堵南」、「八堵北」小字名。
戰後七堵庄改制為七堵鄉，隸屬於臺北縣，大字亦改制為村。1947年1月，七堵鄉劃歸基隆市，並改稱七堵區，村改制為里。1949年2月，暖暖、七堵分治，本地區歸屬暖暖區。

## 交通
台鐵縱貫線、宜蘭線經過八堵地區，並設有八堵車站，是兩路線的分歧點。由此沿縱貫線往北可前往基隆市區，沿宜蘭線往東可前往宜蘭、羅東、花蓮、台東等地；而沿縱貫線往南可前往台北、新竹、台中、台南、高雄等地。
國道1號經過本地區中北部，最近的交流道為八堵交流道，係設於邊界外。省道台62線即東西向快速公路－萬里瑞濱線，在本地區設有暖暖交流道。省道台5線經過本地區中部，往東北可前往基隆市區，往西南可前往七堵、六堵、百福、汐止、南港、台北市區。省道台2丁線以八堵作為起點，往東可前往暖暖、碇內、四腳亭、傑魚坑、瑞芳、瑞濱。國安路可銜接國道1號基隆交流道，或銜接麥金路往西北可前往安樂、大武崙。

## 學校
- 基隆高中
- 暖暖高中（部分）
- 尚仁國小（部分）
- 八堵國小